# Simulium costatum
Simulium costatum är en tvåvingeart som beskrevs av Karl Friederichs 1920. Simulium costatum ingår i släktet Simulium och familjen knott. Arten är reproducerande i Sverige. Inga underarter finns listade i Catalogue of Life.